# Abruptum
Abruptum var et black metal band fra Sverige. De blev stiftet i 1990 af It, All og Ext. Efter et stykke tid fik Ext sparket, og han blev erstattet af Evil.
Abruptum skrev pladekontrakt med Deathlike Silence Productions, som blev drevet af Euronymous fra norske Mayhem. Senere fik de deres eget pladeselskab, Blooddawn Productions.
Abruptum blev opløst i 2005.

## Ekstern henvisning
- Tartarean Desire – Abruptum Arkiveret 7. august 2007 hos  Wayback Machine